# Concepción Cabrera de Armida
María de la Concepción Loreto Antonia Cabrera Arias (San Luis Potosí, México; 8 de diciembre de 1862 - Ciudad de México; 3 de marzo de 1937) fue una laica, mística y escritora católica mexicana, reconocida por su profunda vida espiritual y su labor apostólica. Es fundadora de las Obras de la Cruz, un conjunto de asociaciones y congregaciones religiosas inspiradas en la Espiritualidad de la Cruz. 
El 4 de mayo de 2019 fue beatificada por la Iglesia Católica en la Basílica de Santa María de Guadalupe, convirtiéndose en la primera mujer laica mexicana en recibir este reconocimiento. Su legado espiritual sigue vigente a través de las instituciones que conforman la Familia de la Cruz.

## Biografía

### Infancia y adolescencia
María Concepción Cabrera de Armida o Conchita (nombre con el que fue conocida), nació el 8 de diciembre de 1862 en el seno de una familia acomodada en la ciudad de San Luis Potosí, México. Sus padres Octaviano Cabrera Lacavex y Clara Arias Rivera, eran de posición acomodada pero sencilla. 
Fue una niña sencilla y común, noble y traviesa como cualquiera otra, refiere: "Desobedecía a mis padres, les pegaba a mis hermanos, me robaba el dulce y la fruta", sin embargo profesaba un amor especial a la Eucaristía.
Contando con 21 años de edad firmó compromiso matrimonial con Francisco Armida, contrayendo nupcias en la Iglesia del Carmen el 8 de noviembre de 1884. El matrimonio tuvo entre 1885 y 1899 nueve hijos. 
A los 39 años, el 17 de septiembre de 1901 quedó viuda pues murió su esposo. Concepción Cabrera se dedicó al estudio y al apoyo del estudio de sus hijos, nunca entró a la vida religiosa. 

A veces realizaba ejercicios espirituales. Un día según menciona, escuchó con claridad una voz, que decía:  
"Tu misión es salvar almas". 
Desde entonces, su dedicación era agradar a su Señor. Se marcó en su interior el nombre de Jesús, y un sentimiento le hizo exclamar: 
"Jesús, salvador de los hombres, sálvalos".
Entre las personas que le brindaron guía espiritual, se encuentran figuras destacadas como el Siervo de Dios José Antonio Plancarte y Labastida, quien acompañó sus primeros Ejercicios Espirituales; el P. Alberto Cuzcó y Mir; el Venerable Félix de Jesús Rougier; el Siervo de Dios Mons. Luís María Martínez; y el Venerable Mons. Ramón Ibarra y González. En cuanto a los numerosos estudios sobre su vida y escritos, sobresalen los trabajos de dos reconocidos teólogos: el P. M. M. Philipon OP y el P. Juan Gutiérrez MSpS.

## Cruz del Apostolado

Cruz del Apostolado, revelada a Concepción Cabrera de Armida.

La Cruz del Apostolado es un símbolo cristiano revelado a Concepción Cabrera de Armida, a través del cual Jesús manifestó un camino de santificación, unión con Él y transformación en Él. Este símbolo representa un itinerario espiritual que invita a cada persona a abrirse a la acción del Espíritu Santo, permitiendo una vivencia profunda de la fe.
La Cruz del Apostolado encierra un mensaje conocido como la Espiritualidad de la Cruz, que orienta a los fieles hacia una vida de entrega y configuración con Cristo Sacerdote y Víctima. Esta espiritualidad se vive y promueve a través del Apostolado de la Cruz, una obra dedicada a difundir este camino de crecimiento espiritual. Por lo tanto, la referencia a la Cruz del Apostolado implica, de manera inseparable, tanto la Espiritualidad de la Cruz como el Apostolado de la Cruz que fue la primera de las obras de la cruz.

Concepción Cabrera, inspiradora en la Iglesia de las Obras de la Cruz, detalla en su diario la visión de la Cruz del Apostolado a finales de enero de 1894. en San Luis Potosí, México.
"Esta Cruz del Apostolado ahuyentará al demonio.
Esparcirá virtud, de la que está llena.
Curará las almas y los cuerpos.
Hará muchos milagros"

- Promesa de Jesús a la Beata Concepción Cabrera.
En su Cuenta de Conciencia relata lo siguiente:
"Esta mañana, después de comulgar, estando recogida haciendo mi oración en la Iglesia de la Compañía vi de repente una cosa como alegoría. Era como un inmenso cuadro de luz encendida, aclarándose hacia el centro, siendo blanquísima la de enmedio.
"Encima de todas estas clases de luces con miles de rayos de oro y fuego, una paloma blanca, extendida de sus alas, mero arriba, como abarcando todo aquel conjunto de luz.
"Debajo de la paloma en el fondo de aquella inmensa luz, una Cruz grande, muy grande.
"Una Cruz con un Corazón en el centro, de donde los brazos parten. Un Corazón, pero no pintado, vivo, palpitante, de carne, pero como glorificado, que transciende virtud, calor y vida.
"Tiene lanza, pero no se ve la punta por estar dentro del Corazón, pero sí la ancha herida, que hace brotar sangre entre líquida y cuajada, y escurre sobre la Cruz.
"Tiene este Corazón espinas agudísimas como que lo aprietan penetrándolo, y duele verlas.

"Las llamas que proceden del Corazón suben moviéndose como con violencia, como despedidas de un volcán, y casi cubren y descubren a la Cruz chiquita que está plantada o se ve salida un poco del Corazón".

### Familia de la Cruz
La Espiritualidad de la Cruz es un don de Dios para la Iglesia y el mundo, recibido a través de la Beata Concepción Cabrera de Armida. Esta espiritualidad, centrada en la unión con Cristo y la vivencia de su entrega redentora, es seguida por numerosas personas en diversos países, ya sea de manera individual o como miembros de instituciones dedicadas a su promoción.
El 16 de noviembre de 1999, varias de estas instituciones decidieron asociarse formalmente, dando origen a la Familia de la Cruz, un organismo destinado a fortalecer y coordinar sus esfuerzos en la difusión y vivencia de la Espiritualidad de la Cruz.
Entre las congregaciones e instituciones que forman parte de la Familia de la Cruz se encuentran:
- Alianza de Amor con el Sagrado Corazón de Jesús
- Apostolado de la Cruz
- Círculo del Espíritu Santo y de la Cruz
- Hermanas de la Vera Cruz Hijas de la Iglesia
- Hijas del Espíritu Santo
- Misioneras de Acción Católica de la Inmaculada Concepción
- Misioneras de Jesús Hostia
- Misioneras de Jesús Sacerdote
- Misioneras de la Caridad de María Inmaculada
- Misioneras Eucarísticas de la Santísima Trinidad
- Misioneras Guadalupanas del Espíritu Santo
- Fraternidad de Vida Evangélica Misioneros de la Cruz
- Misioneros del Espíritu Santo
- Oblatas de Jesús Sacerdote
- Oblatas de Santa Marta
- Oblatas Eucarísticas de la Soledad de María
- Religiosas de la Cruz del Sagrado Corazón de Jesús

Cada una de estas instituciones, inspirada por la Espiritualidad de la Cruz, contribuye a la misión de vivir y extender el mensaje de redención y amor manifestado en la entrega de Cristo.

## Sus obras como seglar
Conchita fue la inspiradora de las cinco obras de la Cruz: Su primera obra fue el Apostolado de la Cruz.
1. Apostolado de la Cruz, la cual impulsa a los que quieren santificar todos los actos de su vida. (1895)
2. La Congregación de las Religiosas de la Cruz del Sagrado Corazón de Jesús, cuyo principal propósito es la adoración al Santísimo Sacramento día y noche y expiar las injurias inferidas al Corazón de Jesús. (1897)
3. La Alianza de Amor con el Sagrado Corazón de Jesús, para laicos quienes se esfuerzan en cultivar en el mundo el espíritu de las Religiosas de la Cruz. (1909)
4. La La Fraternidad de Cristo Sacerdote, que trata de reunir a los sacerdotes diocesanos que participan de las Obras de la Cruz. (1912)
5. Su quinta obra y la de mayor auge es la fundación de la congregación sacerdotal de los Misioneros del Espíritu Santo (1914) junto con el padre Félix de Jesús Rougier Olanier, con presencia en México, Estados Unidos de América, Colombia, Costa Rica, Chile, España e Italia.  Conchita escribió un diario espiritual, que se le conoce como Cuenta de Conciencia de Concepción Cabrera de Armida, (CC) que es un legado teológico de sesenta y seis volúmenes manuscritos, que escribió entre 1893 hasta 1937, el año de su muerte, el cual representa una obra tan amplia como la de santo Tomás de Aquino, esto por instrucciones de sus directores espirituales, ya que le ordenaron que escribiera todas las comunicaciones que recibiera de parte de Dios. Ella se interrogaba a sí misma el para qué de tantos escritos y tuvo una respuesta que lo menciona de la siguiente manera:“Pensando yo que la obra de la Cruz o su fin no es otro que el cristianismo o el Evangelio, e interrogando al Señor cómo esto puede ser novedad, estando escribiendo me contestó: Que este espíritu está muerto en unas almas, oscurecido en otras y torcido en muchas y que la obra de la Cruz viene a resucitarlo a iluminarlo, a enderezarlo”. (CC 17,324; 24 de diciembre de 1901).

Un hijo suyo, Manuel, se hizo sacerdote jesuita. 
Además de las 5 obras que fundó,  posteriormente de su espíritu viven nueve congregaciones religiosas y movimientos de pastoral. 
En México tiempo después un Misionero del Espíritu Santo, el padre Luis Manuel Guzmán Guerrero fundaría en la Solemnidad del Pentecostés el grupo Círculo del Espíritu Santo y de la Cruz, conocido como C.E.C. que también es una rama de las obras de la cruz.
Combinó la vida marital con una vida laica espiritual. Al respecto, Conchita decía: "A mí nunca me inquietó el noviazgo en el sentido de que me impidiera ser menos de Dios. Se me hacía tan fácil juntar las dos cosas. Al acostarme, ya cuando estaba sola, pensaba en Pancho y después en la Eucaristía que era mi delicia. Todos los días iba a comulgar y después a verlo pasar. El recuerdo de Pancho no me impedía mis oraciones, me adornaba y componía sólo para gustarle a él, iba a los teatros y a los bailes con el único fin de verlo. Todo lo demás no me importaba".

## Su muerte y su proceso de beatificación

Cripta de la beata Concepción Cabrera en la capilla de san José del Altillo, Coyoacán.

Beatificación de Concepción Cabrera en la Basílica de Guadalupe, México.

Murió el 3 de marzo de 1937, a la edad de 74 años. Actualmente sus restos mortales, se encuentran en la cripta del Templo San José del Altillo, en el número 1700 de la avenida Universidad de la Ciudad de México.
En 1959, el arzobispo de México inició la causa de beatificación y canonización con el proceso ordinario instruido en los años 1956-1959, a este proceso se añadió el proceso rogatorial de San Luis Potosí. La Congregación para las Causas de los Santos aprobó el decreto el 27 de febrero de 1986. El 19 de octubre de 1999 el congreso de teólogos y el cardenal Alfonso López Trujillo, declararon que "la Sierva de Dios María de la Concepción Cabrera había observado las virtudes teologales, las cardinales y las anexas a éstas en forma heroica". Fue reconocida como Venerable en Roma el 20 de diciembre de 1999 por Juan Pablo II.

### Beatificación
El 8 de junio de 2018, Solemnidad del Sagrado Corazón de Jesús, el papa Francisco autorizó a la Congregación de la Causas de los Santos la promulgación de un decreto para reconocer un milagro atribuido a la Venerable Conchita Cabrera de Armida. Las pruebas del milagro fueron estudiadas en la Arquidiócesis de Monterrey del 11 de marzo de 2011 al 14 de mayo de 2015. 
En 2018, el 1 de marzo un congreso de teólogos de la Congregación de las Causas de los Santos, aprobaron que el milagro fue por la intercesión de Conchita. El 8 de junio se emitió el decreto de aprobación, en el día de la festividad del Sagrado Corazón de Jesús.
Esto permite la celebración para declararla Beata. La ceremonia de beatificación se llevó a cabo el 4 de mayo de 2019 en la Basílica de Guadalupe.

### El milagro
El 22 de mayo de 2008 Jorge Treviño tenía una parálisis general por la cual no podía caminar y casi sin moverse y estaba hospitalizado en el hospital San José en Monterrey N.L. Tras pedir a Dios su curación, por intercesión de Conchita de Armida, al día siguiente fue curado de manera inexplicable y salió caminando del hospital.
El 23 de noviembre de 2017, un congreso de médicos en Roma dio por válida una curación inexplicable desde el punto de vista médico y científico.[cita requerida]

## Escritos
En medio de sus múltiples responsabilidades como madre de familia, Concepción Cabrera también dedicó tiempo a la escritura, dejando un legado literario de notable extensión. Su obra completa comprende más de doscientos volúmenes, los cuales fueron presentados para su examen en el Proceso de Canonización. Concepción Cabrera es reconocida como la mística de la Iglesia con la producción escrita más extensa.
Su diario espiritual, titulado Cuenta de conciencia, consta de sesenta y seis libretas, conformando un conjunto de mayor extensión que la Suma Teológica de Santo Tomás de Aquino. Esta obra constituye el núcleo de su producción literaria y sintetiza de manera excepcional su experiencia espiritual, convirtiéndose en un valioso tesoro para la Iglesia universal.
Entre sus escritos publicados, destacan los siguientes:
- Flores místicas (1907). Fue reeditado por Editorial La Cruz en 2010 bajo el título Las estaciones del alma.
- De las virtudes y los vicios (1900).
- Rubí Celestial (1920). Fue reeditado por Ediciones Religiosas de la Cruz del Sagrado Corazón de Jesús en 2022 bajo el título Mirarán al que traspasaron.
- Pequeña Esmeralda (1921).
- Arco Iris de virtudes perfectas (1923). Fue reeditado por Ediciones Religiosas de la Cruz del Sagrado Corazón de Jesús en 2019.
- A mis sacerdotes (1927).
- Cadena de Amor Divino. Fue reeditado por Editorial La Cruz en 2015.
- Horas Santas. Fue reeditado por Editorial La Cruz en 2018.
- Rosas y Espinas. Fue reeditado por Ediciones Religiosas de la Cruz del Sagrado Corazón de Jesús en 2019.
- Ven, oh Santo Espíritu. Fue reeditado por Editorial La Cruz en 2022.
- Mi Padre Dios, Padre Nuestro (1998). Ediciones Cimiento A. C. / Editorial La Cruz.
- Abiertos al Espíritu (2000). Ediciones Cimiento A. C.
- María te da a Jesús (2000). Ediciones Religiosas de la Cruz del Sagrado Corazón de Jesús.
- Yo Soy (2000). Ediciones Religiosas de la Cruz del Sagrado Corazón de Jesús.
- Corazón de peregrino (2001). Ediciones Cimiento A. C
- Amor activo.
- Ante el altar.
- Chispitas de amor.
- Cómo es Jesús (1997). Ediciones Religiosas de la Cruz del Sagrado Corazón de Jesús.
- Ven, Jesús, y quédate con nosotros.

## Publicaciones sobre su vida
- Concepción Cabrera de Armida (1977). J. G. Treviño MspS. Editorial La Cruz.
- Yo soy Conchita Armida (1983). Joaquín Antonio Peñalosa. Editorial La Cruz.
- Sacerdotes de Cristo (2004) Con referencias a la obra A mis sacerdotes, contiene una introducción teológica y una reestructuración de los capítulos.
- Sicilia, Javier. Concepción Cabrera de Armida: la amante de Cristo. México, D. F.: Fondo de Cultura Económica (Vida y Pensamiento de México), 2001, 518 pp. (Biografía).

## Música
El grupo musical Jésed, una comunidad de discípulos en misión compuesta por varias generaciones que realiza su servicio a la Iglesia por medio de la música, la enseñanza, la alabanza, adoración, animación y producción de material musical, audiovisual y formativo. Realizó un álbum en 2003 llamado Yo nací para la Cruz, basado en los escritos de Concepción Cabrera.
Los Coros de san José del Altillo lanzaron en 2024 un álbum musical llamado Profeta de fuego, dedicado a Concepción Cabrera y a la Espiritualidad de la Cruz.